# Джантар-Мантар (Джайпур)
26°55′29″ пн. ш. 75°49′28″ сх. д. / 26.92472° пн. ш. 75.82444° сх. д.
Джантар-Мантар — обсерваторія, побудована в 1727-34 роках за наказом раджпутського магараджі Джай Сінґга II у заснованому ним незадовго до цього місті Джайпурі. Це найбільша з п'яти обсерваторій, побудованих ним в Індії. Інструменти для вимірювань відрізнялися колосальними габаритами, зокрема найбільш відома янтра-мантра (джантар-мантар) діаметром 27 м, що й стала назвою комплексу. Обсерваторію було споруджено за зразком спорудженого ним раніше комплексу Джантар-Мантар в могольській столиці, Делі. У 1948 році обсерваторію Джантар-Мантар у Джайпурі було оголошено національною пам'яткою.